# Ajn Nakkuba
Ajn Nakkuba (hebr. ‏עֵין נַקוּבָּא‎, arab. ‏عين نقوبا‎) – wieś położona w samorządzie regionu Matte Jehuda, w Dystrykcie Jerozolimy, w Izraelu.

## Położenie
Leży w górach Judzkich w odległości około 12 km na zachód od Jerozolimy, w otoczeniu miasteczek Abu Ghausz i Mewasseret Cijjon, moszawu Bet Nekofa, kibucu Cowa i wioski Ajn Rafa.

## Historia
Osada została założona w 1962 roku przez arabskich uchodźców ze zniszczonej w kwietniu 1948 roku arabskiej wioski Bajt Nakkuba. Na miejscu tej zniszczonej wsi powstał w 1949 roku moszaw Bet Nekofa i powracający arabscy mieszkańcy nie mogli tam zamieszkać. Z tego powodu przy arabskiej wiosce Ajn Rafa powstał obóz uchodźców, który w 1976 roku został uznany za osobną wioskę.

## Komunikacja
Przez wioskę przebiega lokalna droga, którą jadąc na południowy zachód dojeżdża się do wioski Ajn Rafa, natomiast w kierunku północno-wschodnim dojeżdża się do węzła drogowego z autostradą nr 1.